# اس‌کیوام

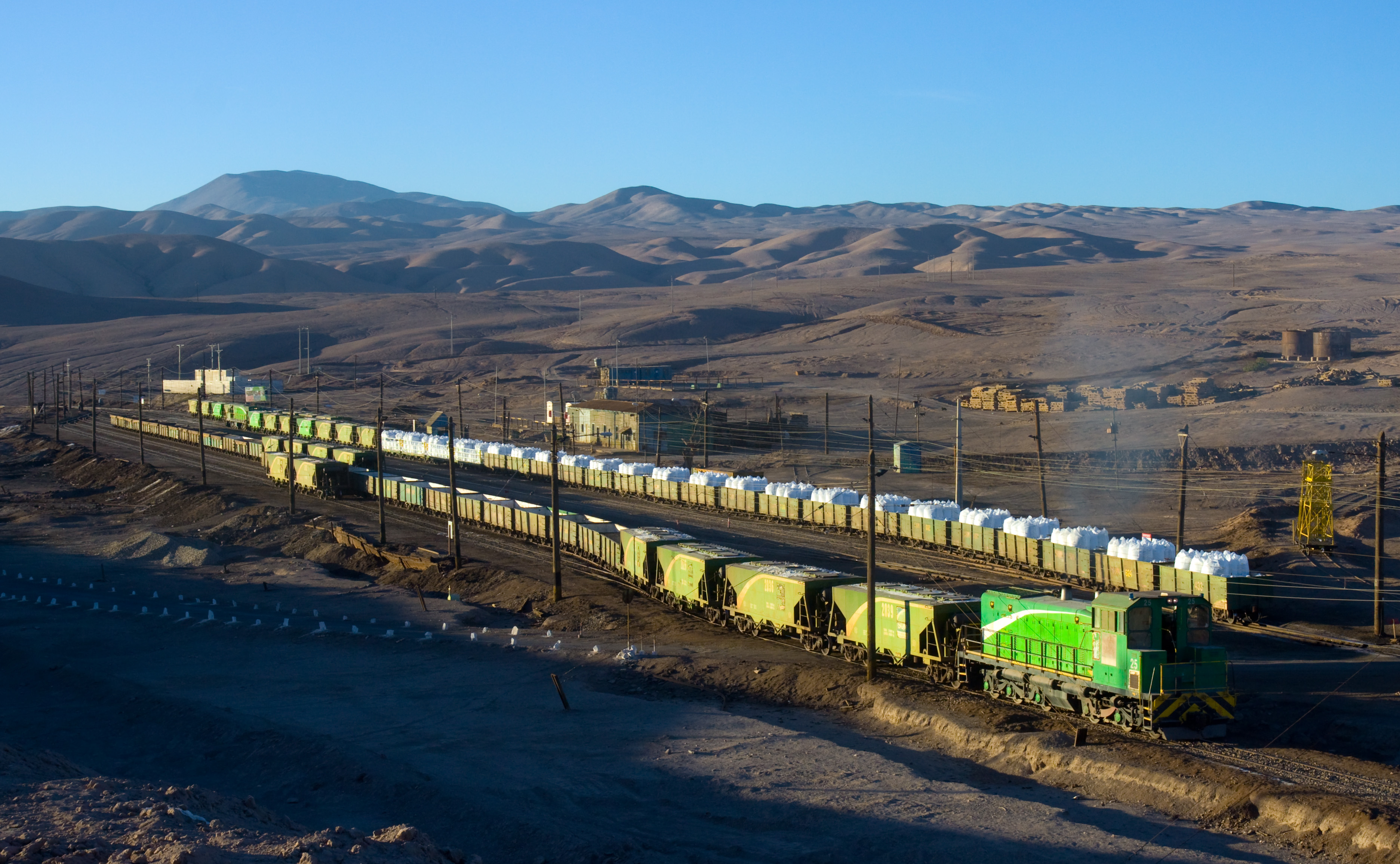
قطار متعلق به شرکت اس‌کیوام در حال انتقال نیترات

اس‌کیوام (به انگلیسی: SQM) شرکت هلدینگ صنایع شیمیایی شیلیایی است، که در زمینه تولید مواد شیمیایی، استخراج معدن، همچنین تولید لیتیم، لیتیوم کربنات، ید و نیز ارائه خدمات لجستیک و انتقال مواد اولیه معدنی و شیمیایی، از طریق شبکه راه‌آهن صنعتی فعالیت می‌کند. 
شرکت اس‌کیوام در سال ۱۹۶۸ تأسیس شد و در حال حاضر دارای سایت بزرگی در بیابان آتاکاما می‌باشد. دفتر مرکزی این شرکت در شهر سانتیاگو، شیلی قرار دارد و بخشی از سهام آن در بازارهای بورس نیویورک و بورس اوراق بهادار سانتیاگو معامله می‌شود.